# Owen Machine Carbine
La Owen Machine Carbine era una pistola mitragliatrice australiana progettata da Evelyn "Evo" Owen negli anni '30. Si tratta dell'unica arma totalmente progettata in Australia senza usare come base delle armi inglesi e fu l'arma di servizio delle forze armate australiane dal 1943 fino alla metà degli anni '60.

## Storia
Owen, progettista originario di Wollongong, aveva 24 anni quando nel luglio 1939 tenne una dimostrazione del suo prototipo calibro .22 per una "carabina automatica". L'arma venne però respinta per due ragioni fondamentalmente: la prima e più importante era che l'esercito australiano all'epoca non considerava così fondamentale il ruolo delle pistole mitragliatrici. La seconda, prettamente fattuale, fu il riconoscimento dell'inadeguatezza dell'arma per l'adozione militare. In effetti, il prototipo non aveva un vero e proprio grilletto né tantomento una sicura, il calibro .22 era inefficace in campo militare e il caricatore non era altro che un gigantesco cilindro da revolver non amovibile per la ricarica rapida. Allo scoppio della guerra, Owen si arruolò nell'esercito australiano come soldato semplice.
Nel settembre del 1940, il vicino di Owen, Vincent Wardell, scoprì il prototipo di Owen in un sacco. Come direttore di un impianto di lavorazione dell'acciaio a Port Kembla, Wardell rimase sorpreso della semplicità dell'arma e riuscì ad ottenere il trasferimento di Owen alla Army Invention Board per continuare lo sviluppo del prototipo nonostante l'opposizione dell'esercito alla nuova arma.

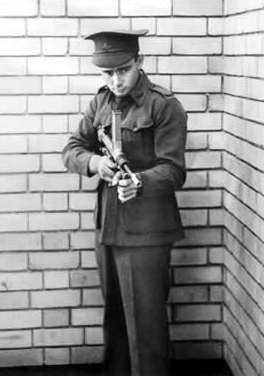
Evelyn Owen in posa con il proprio mitra, nel 1942

Il prototipo fu modificato così da essere alimentato da un caricatore circolare (simile ad un tamburo) rotante e azionato grazie alla molla di un grammofono. Solo in seguito si decise di sostituire questo particolare sistema con un caricatore a stecca posto sulla parte superiore che consentisse di sparare agevolmente in posizione prona.
La scelta del calibro richiese tempo. Data la presenza di enormi scorte di munizioni .45 ACP, Owen decise di adattare l'arma a questo proiettile. Al momento delle prove, la Lysaght's Works aveva realizzato tre prototipi nei tre calibro 9 mm Parabellum, .38-200 e .45 ACP. Sten e Thompson furono usati come riferimento per la prova. Le armi furono ricoperte di fango e sabbia e testate per verificarne l'affidabilità e l'arma di Owen fu l'unica ad uscire indenne dal test, sancendone quindi l'adozione, ma in calibro 9 mm.
L'arma si guadagnò il nomignolo di Digger's Darling e fu particolarmente apprezzata anche dalle truppe americane. Il generale Douglas McArthur propose addirittura di acquistarne 45.000 dal governo australiano. Nel 2004 in Australia (a Melbourne per l'esattezza) è stata sequestrata una fabbrica illegale di armi che produceva una variante silenziata dell'Owen. Si pensa che queste armi fossero destinate alla malavita impegnata nel traffico illegale di stupefacenti.

## Funzionamento

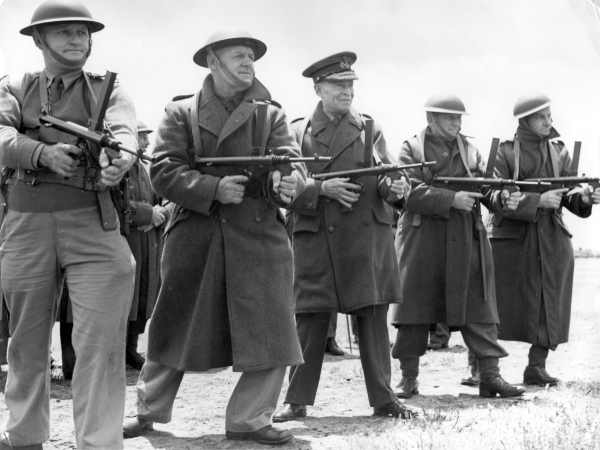
Il generale Harry Chauvel e altri ufficiali provano un Owen

La Owen è una semplice pistola mitragliatrice operata a rinculo e otturatore aperto. Progettata per poter essere operata agevolmente sia dal fianco che dalla spalla, è un'arma facilmente riconoscibile per il suo caricatore inserito nella parte alta e per le mire disassate per permettere al tiratore di puntare il nemico. Il posizionamento del caricatore favorisce l'alimentazione (comunque mediata da una molla) grazie all'ausilio della gravità. Una delle caratteristiche fondamentali dell'Owen è il compartimento separato che si trova nel castello e che isola l'otturatore dall'esterno tramite una sorta di paratia, impedendo così ad elementi esterni di entrare e provocare malfunzionamenti. Lo sporco infatti, una volta entrato nell'arma, si accumulava dietro l'otturatore e veniva facilmente espulso tramite una fessura ricavata nella parte bassa del castello. Questo permise all'Owen di continuare a funzionare in quei test in cui Sten e Thompson si bloccavano immediatamente dopo il primo colpo. Proprio per questo nella giungla, dove sporco e fango erano all'ordine del giorno, l'Owen veniva particolarmente apprezzato dai soldati.
Per facilitare le operazioni di pulizia, l'eiettore è ricavato nell'otturatore piuttosto che nel castello. Questo permette di rimuovere rapidamente l'arma semplicemente premendo un pistone posto di fronte al caricatore. Senza canna, otturatore e molle escono dalla parte frontale dell'arma. Come lo Sten, la Owen presentava un calcio metallico non pieghevole, ma montava due impungature a pistola come la Austen.
Sul campo i soldati sperimentarono con caricatori "a ferro di cavallo" da 60 e 72 colpi ma non è chiaro l'esito di questo processo.

## Produzione e uso
L'Owen entro in produzione alla Lysaght's Works e tra il marzo del 1942 e il febbraio 1943 furono prodotti circa 28.000 esemplari dell'arma. Tuttavia, le munizioni fornite inizialmente si rivelarono non adatte e ben 10.000 di queste armi non avevano quindi proiettili da usare. Il governo decise di mettere da parte la burocrazia militare e trasferì le munizioni direttamente dalle fabbriche sul campo, proprio mentre le forze australiani si trovavano alle prese con le forze giapponesi in Nuova Guinea. Circa 45.000 Owen furono prodotti tra il 1942 e il 1944 e il costo di ogni arma si aggirava sui 30$.
Sebbene avesse una forma non convenzionale, l'Owen acquistò una grande popolarità grazie alla sua affidabilità. Si rivelo tanto apprezzato che persino Stati Uniti e Nuova Zelanda piazzarono degli ordini. I soldati neozelandesi a Guadalcanal e nelle Isole Salomone sostituirono i Thompson con gli Owen preferendone l'affidabilità.
L'Owen si dimostrò un'arma estremamente valida tanto da essere impiegata anche in Corea e in Vietnam, prima del suo pensionamento ufficiale a metà degli anni '60 quando venne sostituita rapidamente dal nuovo F1.

## Utilizzatori
- Australia[11]
- Paesi Bassi[12]
- Nuova Zelanda[2]
- Rhodesia[13]
- Regno Unito[2]